# Callopizoma
Callopizoma är ett släkte av fjärilar. Callopizoma ingår i familjen ädelspinnare.
Kladogram enligt Catalogue of Life:
| Callopizoma | \| \| Callopizoma malgassica \| \| \| \| \| \| Callopizoma micans \| \| \| \| |
|             | \| \| Callopizoma malgassica \| \| \| \| \| \| Callopizoma micans \| \| \| \| |
|             | Callopizoma malgassica                                                        |
|             |                                                                               |
|             | Callopizoma micans                                                            |
|             |                                                                               |